# Stereomastis sculpta
Stereomastis sculpta is een tienpotigensoort uit de familie van de Polychelidae. De wetenschappelijke naam van de soort is voor het eerst geldig gepubliceerd in 1880 door Smith.